# Conselho Olímpico da Ásia
O Conselho Olímpico da Ásia (em inglês: Olympic Council of Asia - OCA) é a entidade responsável por gerir o desporto e as entidades esportivas asiáticas. Sua sede está localizada na Cidade do Kuwait. Possui atualmente 45 membros.

## Filiados

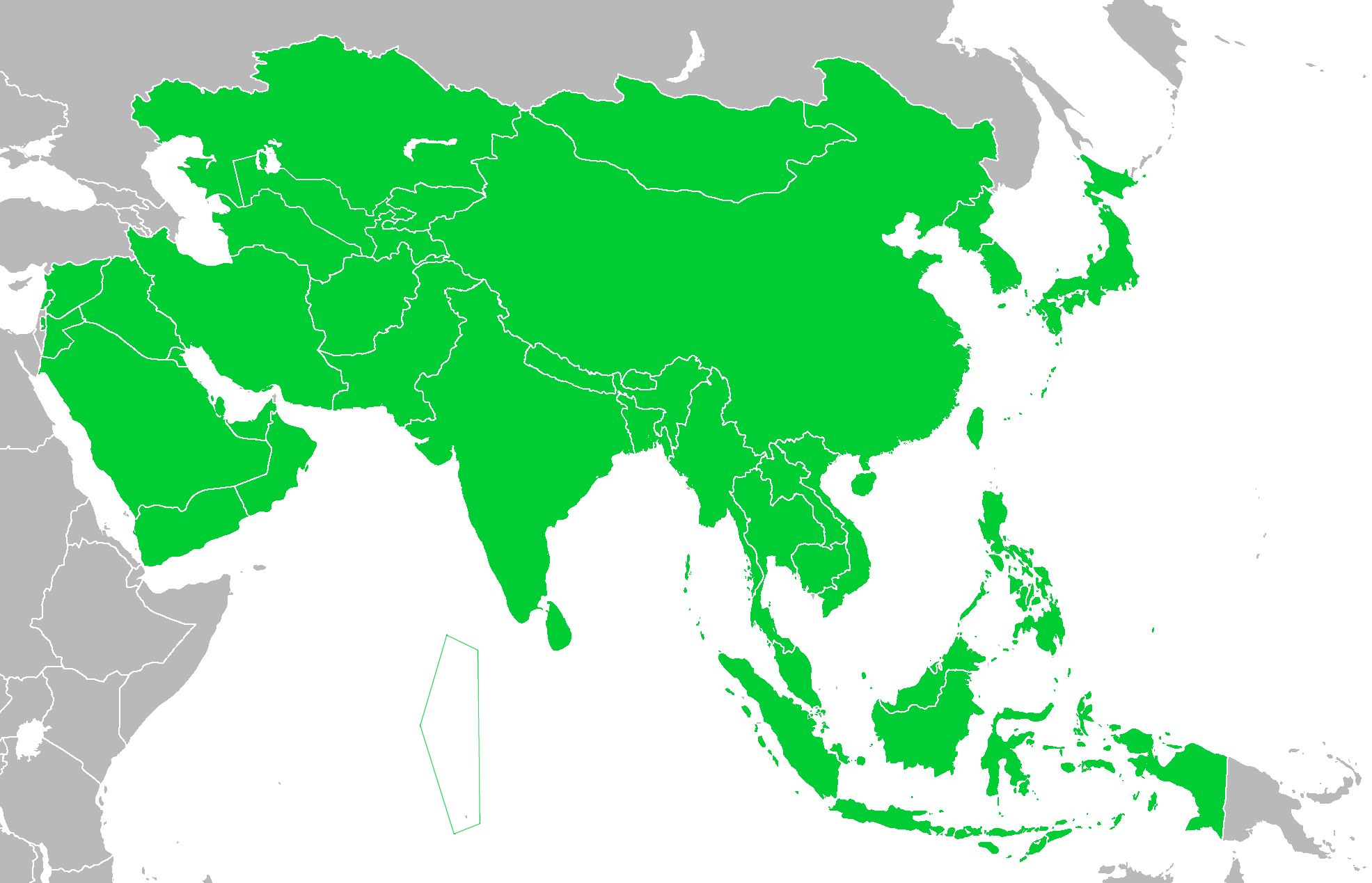
CONs filiados.

Na tabela abaixo, o ano em que o CON foi reconhecido pelo COI também é dado se for diferente do ano de criação do CON. O Comitê Olímpico de Macau é reconhecido pelo OCA, mas não é reconhecido pelo COI.
| Nação                      | CON                                                            | Criação   | Ref. |
| -------------------------- | -------------------------------------------------------------- | --------- | ---- |
| AFG Afeganistão            | Afghanistan National Olympic Committee                         | 1935/1936 |      |
| BRN Bahrein                | Bahrain Olympic Committee                                      | 1978/1979 |      |
| BAN Bangladesh             | Bangladesh Olympic Association                                 | 1979/1980 |      |
| BHU Butão                  | Bhutan Olympic Committee                                       | 1983      |      |
| BRU Brunei                 | Brunei Darussalam National Olympic Council                     | 1984      |      |
| CAM Camboja                | National Olympic Committee of Cambodia                         | 1983/1994 |      |
| CHN China                  | Chinese Olympic Committee                                      | 1910/1979 |      |
| TPE Taipé Chinês           | Chinese Taipei Olympic Committee                               | 1960      |      |
| HKG Hong Kong              | Sports Federation and Olympic Committee of Hong Kong, China    | 1950/1951 |      |
| IND Índia                  | Indian Olympic Association                                     | 1927      |      |
| INA Indonésia              | Komite Olahraga Nasional Indonesia                             | 1946/1952 |      |
| IRI Irã                    | National Olympic Committee of the Islamic Republic of Iran     | 1947      |      |
| IRQ Iraque                 | National Olympic Committee of Iraq                             | 1948      |      |
| JPN Japão                  | Japanese Olympic Committee                                     | 1911/1912 |      |
| JOR Jordânia               | Jordan Olympic Committee                                       | 1957/1963 |      |
| KAZ Cazaquistão            | National Olympic Committee of the Republic of Kazakhstan       | 1990/1993 |      |
| PRK Coreia do Norte        | Olympic Committee of the Democratic People's Republic of Korea | 1953/1957 |      |
| KOR Coreia do Sul          | Korean Olympic Committee                                       | 1946/1947 |      |
| KUW Kuwait                 | Kuwait Olympic Committee                                       | 1957/1966 |      |
| KGZ Quirguistão            | National Olympic Committee of the Republic of Kyrgyzstan       | 1991/1993 |      |
| LAO Laos                   | National Olympic Committee of Lao                              | 1975/1979 |      |
| LIB Líbano                 | Lebanese Olympic Committee                                     | 1947/1948 |      |
| MAC Macau                  | Macau Olympic Committee                                        | 1987/—    |      |
| MAS Malásia                | Olympic Council of Malaysia                                    | 1953/1954 |      |
| MDV Maldivas               | Maldives Olympic Committee                                     | 1985      |      |
| MGL Mongólia               | Mongolian National Olympic Committee                           | 1956/1962 |      |
| MYA Mianmar                | Myanmar Olympic Committee                                      | 1947      |      |
| NEP Nepal                  | Nepal Olympic Committee                                        | 1962/1963 |      |
| OMA Omã                    | Oman Olympic Committee                                         | 1982      |      |
| PAK Paquistão              | Pakistan Olympic Association                                   | 1948      |      |
| PLE Palestina              | Palestine Olympic Committee                                    | 1995      |      |
| PHI Filipinas              | [hilippine Olympic Committee                                   | 1911/1929 |      |
| QAT Catar                  | Qatar Olympic Committee                                        | 1979/1980 |      |
| KSA Arábia Saudita         | Saudi Arabian Olympic Committee                                | 1964/1965 |      |
| SIN Singapura              | Singapore National Olympic Council                             | 1947/1948 |      |
| SRI Sri Lanka              | National Olympic Committee of Sri Lanka                        | 1937      |      |
| SYR Síria                  | Syrian Olympic Committee                                       | 1948      |      |
| TJK Tajiquistão            | National Olympic Committee of the Republic of Tajikistan       | 1992/1993 |      |
| THA Tailândia              | National Olympic Committee of Thailand                         | 1948/1950 |      |
| TLS Timor-Leste            | Comitê Olímpico Nacional de Timor-Leste                        | 2003      |      |
| TKM Turcomenistão          | National Olympic Committee of Turkmenistan                     | 1990/1993 |      |
| UAE Emirados Árabes Unidos | United Arab Emirates National Olympic Committee                | 1979/1980 |      |
| UZB Uzbequistão            | National Olympic Committee of the Republic of Uzbekistan       | 1992/1993 |      |
| VIE Vietnã                 | Vietnam Olympic Committee                                      | 1976/1979 |      |
| YEM Iêmen                  | Yemen Olympic Committee                                        | 1971/1981 |      |

### Antigos membros
| Nação      | CON                         | Criação   | Ref. |
| ---------- | --------------------------- | --------- | ---- |
| ISR Israel | Olympic Committee of Israel | 1933/1952 |      |

Israel foi excluído do OCA, sendo atualmente membro dos Comitês Olímpicos Europeus.

## Eventos do OCA
Nível continental
- Jogos Asiáticos
- Jogos Asiáticos de Inverno
- Jogos Asiáticos em Recinto Coberto
- Jogos Asiáticos de Praia
- Jogos Asiáticos da Juventude

Nível regional
- Jogos Centro-Asiáticos
- Jogos da Ásia Oriental
- Jogos Sul-Asiáticos
- Jogos do Sudeste Asiático
- Jogos da Ásia Ocidental